# Batrachorhina subgriseicornis
Batrachorhina subgriseicornis là một loài bọ cánh cứng trong họ Cerambycidae.